# Francisco Alves Cardoso
Francisco Alves Cardoso, primeiro e único barão de Itapema (? — Bragança Paulista, 1898) foi um cafeicultor brasileiro.
Filho de João Alves Cardoso e de Ana Francisca do Carmo, casou-se com Cândida Emilia de Morais. Era produtor de café em Bragança Paulista e Itatiba, também era chefe do Partido Conservador. 